# Ghadames
Ghadames of Ghadamis (Arabisch: غدامس, Berbertalen: ghdams / ɛadēməs; Libisch Arabisch: ġdāməs) is een oasestad in het westen van Libië. De stad ligt grofweg 550 km ten zuidwesten van Tripoli, vlak bij de grens met Algerije en Tunesië.
De oase heeft een bevolking van ongeveer 7.000 inwoners, voornamelijk Berbers. Elk van de zeven clans die oorspronkelijk in de stad woonden hadden hun eigen district, met ieder een eigen publieke ontmoetingsplaats waar festivals konden worden gehouden.
Het ommuurde historische gedeelte van de stad is Werelderfgoed volgens de UNESCO. Van 2016 tot 2025 werd de erfgoedsite beschouwd als bedreigd werelderfgoed en ingeschreven op de hiervoor bestemde Rode Lijst.

## Historie
De eerste melding van Ghadames dateert uit de Romeinse periode toen de nederzetting bekendstond als Cydamus. In de 1ste eeuw v.Chr, in de regeerperiode van keizer Augustus, viel de Romeinse proconsul Lucius Cornelius Balbus Cydamus aan. Een permanent Romeins garnizoen werd gekazerneerd in de regeerperiode van Septimius Severus, die mogelijk de nederzetting bezocht rond 202 n.Chr. De Romeinen trokken zich uit het gebied terug naar aanleiding van de Crisis van de derde eeuw.

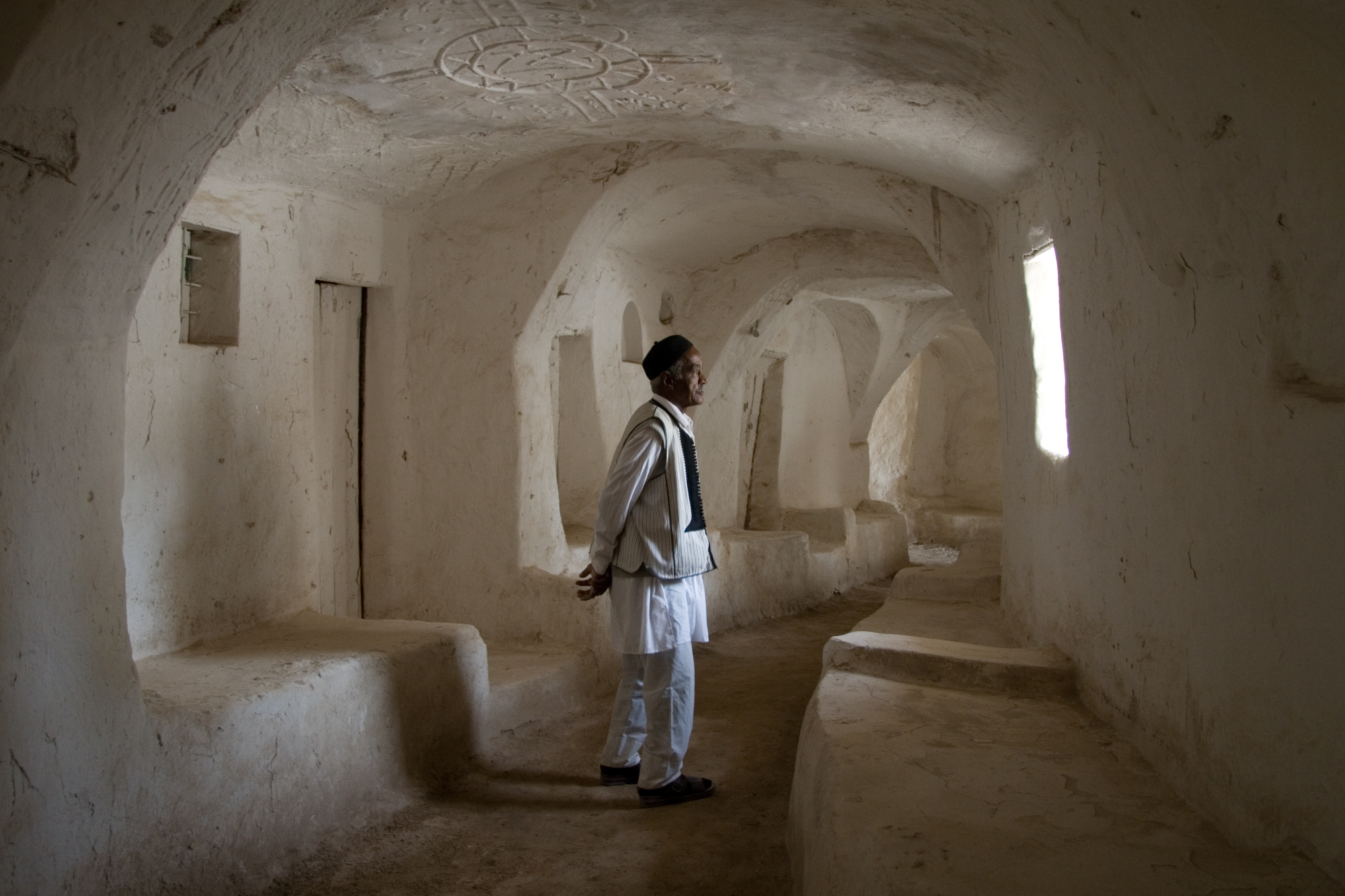
Huizen in Ghadames zijn gemaakt van boomstammen (palmbomen), kalksteen en aangestampte aarde. Door de witte kleur bieden ze goed beschutting tegen de woestijnhitte.

Tijdens de 6de eeuw na Christus leefde er een bisschop in de oase nadat de bevolking bekeerd was tot het christendom door missionarissen van het Byzantijnse Rijk.
Van in de 7de eeuw echter werd Ghadames geregeerd door islamitische Arabieren. De bevolking bekeerde zich snel tot de Islam. Vanaf die periode speelde Ghadames een belangrijke rol in de Transsaharahandel tot die handel door modernisering en kolonialisme stil viel in de 19de eeuw.
In de jaren 70 van de twintigste eeuw bouwde de overheid nieuwe huizen buiten de oude stad. Merkwaardig genoeg echter verhuizen veel inwoners in de zomer vaak terug naar de oude stad omdat de gebouwen daar betere bescherming bieden tegen de woestijnhitte.
De etymologie van de naam Ghadames is nauw verbonden met zijn geschiedenis. Een theorie over de oorsprong van de naam is dat die ontleend is aan de Tidamensi, een Berberstam uit de Fezzan regio. Daarna zou de naam Tidamensi verbasterd zijn door de Romeinen tot Cydamus, dat later door de Arabieren weer verbasterd werd tot Ghadames.
Een alternatieve theorie die omarmd wordt door de lokale bevolking suggereert dat de naam afkomstig is van de arabische woorden "Ghada" (lunch) en "ams" (gisteren). Die woorden worden dan samengevoegd tot "lunch [van] gisteren". Volgens lokale vertellingen liet een groep die bij de oase gekampeerd had zijn spullen achter. Toen een bediende de volgende dag terugging naar de kampeerplaats om de spullen op te halen ontdekte zijn paard de centrale bron van de oase. Of er een kern van waarheid in deze legende schuilt is onbekend.

## De oude stad van Ghadames
De oude stad, sinds 1986 een UNESCO Werelderfgoed locatie, raakte tijdens de jaren 90 ontvolkt wat tot gevolg had dat veel gebouwen het risico liepen om in te storten door een gebrek aan onderhoud.

Uitzicht over de daken van de oude stad

## Voetnoten
1. 1 2  http://www.temehu.com/Cities_sites/Ghadames.htm
2. ↑  (en)  Birley, Anthony R. Septimius Severus: The African Emperor. London: Routledge. (2000) [1971]. pg 147.
3. ↑  The World Heritage Newsletter, No.9, December 1995.

- Bibliothèque nationale de France: cb119435583 (data)
- Gemeinsame Normdatei: 4251667-5
- Système universitaire de documentation: 027381544
- Virtual International Authority File: 50144648413742392289